# نامه زنجیره‌ای (فیلم)
«نامه زنجیره‌ای» (انگلیسی: Chain Letter (film)) فیلمی در ژانر اسلشر است که در سال ۲۰۱۰ منتشر شد. از بازیگران آن می‌توان به نیکی رید اشاره کرد.